# 1914 en Nouvelle-Écosse
Chronologie de la Nouvelle-Écosse
- 1910
- 1911
- 1912
- 1913
- 1914
- 1915
- 1916
- 1917
- 1918

Cette page concerne des événements d'actualité qui se sont produits durant l'année 1914 dans la province canadienne de la Nouvelle-Écosse.

## Politique
- Premier ministre : George H. Murray
- Chef de l'Opposition :
- Lieutenant-gouverneur : James Drummond McGregor
- Législature :

## Naissances

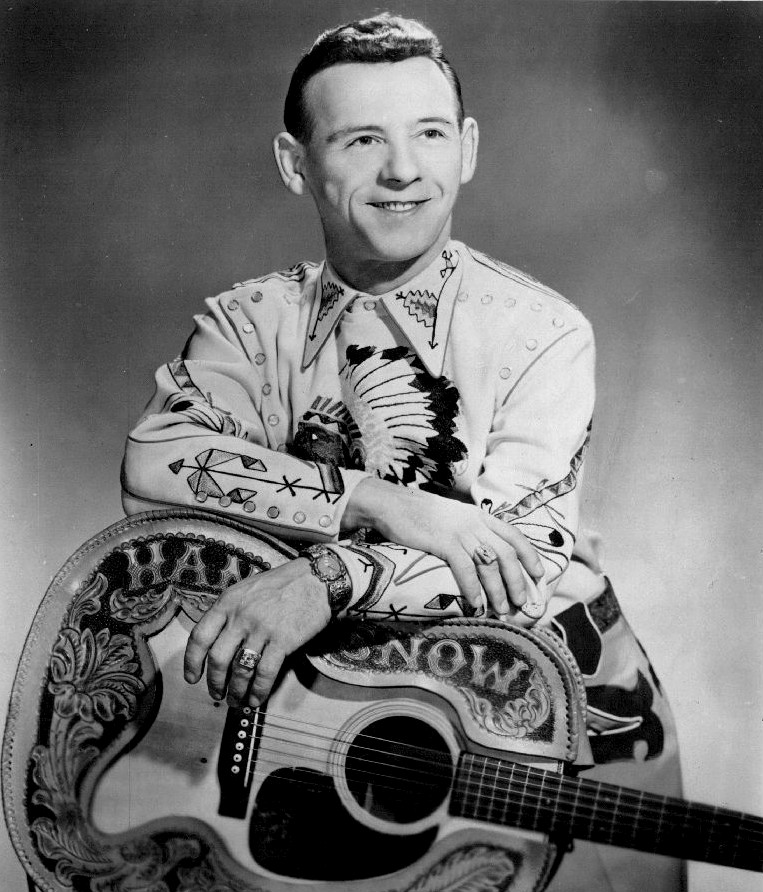
Hank Snow

- Elizabeth LeFort, C.M., est une houqueuse canadienne, née en 1914 à Chéticamp[1].

- 9 mai : Hank Snow, de son vrai nom Clarence Eugene Snow, est un chanteur et guitariste de musique country canadien né à Brooklyn en Nouvelle-Écosse au Canada et décédé le 20 décembre 1999 à Madison, dans le Tennessee.